# 社会主义劳工党
社会主义劳工党（缩写为SLP）是美国最古老的全国性社会主义政党。该党以“马克思德莱昂主义”为指导思想。
1876年7月15日，该党由马克思主义者弗里德里希·左尔格、奥托·魏德迈以及拉萨尔主义者阿道夫·斯特拉赛、阿·加布里埃尔等联合创建，当时取名为美国劳动人民党。1877年，该党改名为社会主义劳工党。该党宣布自己的纲领是为社会主义而奋斗。拉萨尔主义在党内占上风，把参加竞选作为党的首要任务。该党的成立，标志着美国社会主义运动进入新阶段。该党领导一系列工人运动，包括1886年的大罢工。到1889年，该党已在25个州发展1万多名党员、70个支部。但是，由于该党的成员几乎都是德国移民，宗派主义和教条主义盛行，加之党内纷争不断，致使该党未能成为一个真正的无产阶级群众性政党。自1890年代起，该党逐渐失去影响力。
2008年，该党关闭它的全国办公室。此后，该党基本停止活动。